# Mycerinopsis subuniformis
Mycerinopsis subuniformis är en skalbaggsart som först beskrevs av Maurice Pic 1926.  Mycerinopsis subuniformis ingår i släktet Mycerinopsis och familjen långhorningar. Inga underarter finns listade i Catalogue of Life.